# Giuseppe Pignatelli
Giuseppe Maria Pignatelli (Saragozza, 27 dicembre 1737 – Roma, 15 novembre 1811) è stato un presbitero e gesuita spagnolo, proclamato santo nel 1954 da papa Pio XII.
Era figlio del principe Antonio Pignatelli Aragona Cortés, nobile di origine italiana e capostipite della linea familiare dei conti di Fuentes, e di Maria Francesca de Moncayo Blanes y Centelles, contessa di Fuentes.
Viene considerato l'elemento chiave che segnò il passaggio dai vecchi gesuiti soppressi ed esiliati dal 1759 e i nuovi riformati e reinstaurati nel 1814.

## Biografia
Iniziò nel collegio di Saragozza della Compagnia di Gesù a 12 anni, insieme al fratello Nicola ed entrò nella Compagnia all'età 16 anni. Si ammalò di tubercolosi, affezione che lo segnò per il resto della sua vita. Proprio questo male gl'impedì di vedere esaudito un suo desiderio, quello di andare a lavorare nelle missioni fra gl'indiani d'America.
Ordinato a 25 anni nel 1762, venne espulso per ordine di re Carlo III insieme ad altri gesuiti il 3 aprile 1767 e preferì condividere la sorte dei suoi confratelli, piuttosto che sfruttare il suo lignaggio di nascita per evitare l'esilio. Erano tempi amari per l'Ordine in tutta Europa, tanto che i gesuiti vennero espulsi dal Portogallo, disciolti in Francia, deportati dalla Spagna, dal Regno delle due Sicilie, dal ducato di Parma e Piacenza e da Malta. Riuscirono a sopravvivere solo nei regni di Russia, Prussia e nella regione della Slesia. Un duro colpo giunse da papa Clemente XIV che nel 1773 emanò il breve apostolico Dominus ac Redemptor decretando lo scioglimento della Compagnia di Gesù.
Giuseppe comunque tenne duro e riuscì a raggruppare intorno a sé a Bologna i confratelli rimanenti e a guidarli nonostante tutte le difficoltà del momento e la sua precaria salute: un passo che favorì la restaurazione dell'Ordine tre anni dopo la sua morte. Uno dei momenti chiave fu quello con papa Pio VI, che concesse la riunione dei gesuiti di tutti i Paesi con i superstiti che si trovavano in Russia. Inoltre, il Pontefice stabilì l'apertura di un noviziato a Colorno, in Italia, nel Ducato di Parma, incaricando proprio Giuseppe Pignatelli di ricoprire la carica di maestro dei novizi. Successivamente, nel 1800, Pio VII dispose la definitiva rinascita dell'Ordine, del quale il Pignatelli divenne padre provinciale, mentre nel 1801, Carlo Emanuele IV, re di Sardegna, ripristinò il diritto dei gesuiti a risiedere nel suo regno. Pignatelli stesso entrò nel nuovo noviziato della Compagnia l'11 febbraio del 1815. Dopo l'incertezza del periodo napoleonico, Giuseppe poté ricostruire altre due case per la Compagnia di Gesù, a Roma e a Napoli. 
Morì a Roma il 15 novembre 1811. Fu sepolto, come da lui richiesto, nella chiesa della Madonna del Buon Consiglio. Per evitare di allarmare gli occupanti francesi con eccessivi movimento di popolo, il funerale avvenne in forma semplice. Solo nel 1900 i resti furono traslati nella chiesa del Gesù, nella cappella del Crocifisso.

## Canonizzazione
La vita di Pignatelli fu costantemente accompagnata dalla fama di santità. Il processo informativo fu avviato nel 1836. Nel 1842 per decreto di papa Gregorio XVI la causa venne introdotta. Papa Benedetto XV promulgò l'eroicità delle virtù nel 1917. Papa Pio XI firmò il decreto di beatificazione il 25 febbraio del 1933 e lo proclamò il 21 maggio dello stesso anno. Papa Pio XII sottoscrisse il decreto di canonizzazione il 12 maggio 1954 e ne celebrò il rito il 12 giugno 1954..